# Venezuela ai XIX Giochi olimpici invernali
Il Venezuela partecipò ai XIX Giochi olimpici invernali, svoltisi a Salt Lake City, Stati Uniti, dall'8 al 24 febbraio 2002, con una delegazione di 4 atleti impegnati in una disciplina.

## Risultati

### Slittino
Singolo uomini
| Atleta              | Discesa 1 | Discesa 1 | Discesa 2 | Discesa 2 | Discesa 3 | Discesa 3 | Discesa 4 | Discesa 4 | Totale   | Totale |
| Atleta              | Tempo     | Pos.      | Tempo     | Pos.      | Tempo     | Pos.      | Tempo     | Pos.      | Tempo    | Pos.   |
| ------------------- | --------- | --------- | --------- | --------- | --------- | --------- | --------- | --------- | -------- | ------ |
| Werner Hoeger       | 47.234    | 43        | 47.071    | 40        | 46.934    | 42        | 47.039    | 41        | 3:08.278 | 40     |
| Julio César Camacho | 47.193    | 41        | 46.676    | 37        | 47.627    | 43        | 46.579    | 39        | 3:08.075 | 39     |
| Chris Hoeger        | 46.167    | 31        | 46.097    | 33        | 45.818    | 32        | 46.231    | 32        | 3:04.313 | 31     |

Singolo donne
| Atleta             | Discesa 1 | Discesa 1 | Discesa 2 | Discesa 2 | Discesa 3 | Discesa 3 | Discesa 4 | Discesa 4 | Totale | Totale |
| Atleta             | Tempo     | Pos.      | Tempo     | Pos.      | Tempo     | Pos.      | Tempo     | Pos.      | Tempo  | Pos.   |
| ------------------ | --------- | --------- | --------- | --------- | --------- | --------- | --------- | --------- | ------ | ------ |
| Iginia Boccalandro | DNF       | –         | –         | –         | –         | –         | –         | –         | DNF    | –      |